# Martin Bartel
Martin de Porres Bartel (ur. 14 listopada 1955 w Barberton) – amerykański duchowny rzymskokatolicki, mnich benedyktyński. Śluby wieczyste złożył 11 lipca 1983 roku, a święcenia kapłańskie przyjął 25 maja 1985 roku z rąk biskupa Williama G. Connare.